# Loireauxence
Loireauxence è un comune francese del dipartimento della Loira Atlantica nella regione dei Paesi della Loira.
È stato creato il 1º gennaio 2016 dalla fusione dei preesistenti comuni di Belligné, La Chapelle-Saint-Sauveur, La Rouxière e Varades.
Il capoluogo è la località di Varades.